# Borny (Moselle)
Borny (deutsch 1915–1918 und 1940–1944 Bornen) ist ein Stadtteil der Stadt Metz im Département Moselle in der französischen Region Grand Est (bis 2015 Lothringen), der 1961 durch Eingemeindung des gleichnamigen Dorfs entstanden ist.

## Geographie
Der Stadtteil Borny der Stadt Metz in Lothringen liegt auf der rechten Seite der Mosel, etwa vier Kilometer östlich des Stadtkerns von  Metz.

## Geschichte

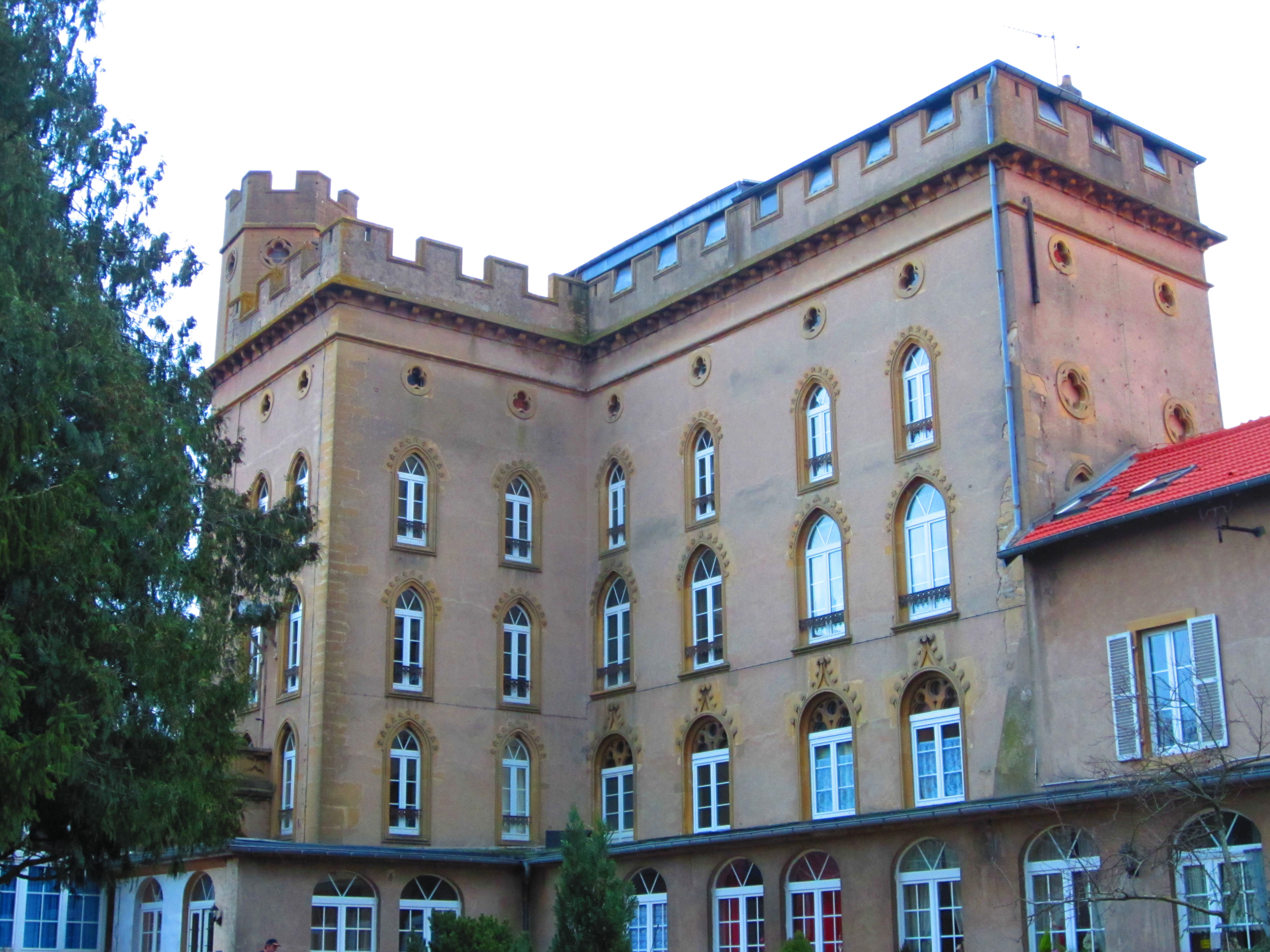
Schloss Borny

Borny, östlich der Stadt Metz, auf einem Plan der Umgebung von Metz um 1900

Das frühere Dorf Borny gehörte einst zum Bistum Metz. Überlieferte Ortsbezeichnungen sind Burnen in Comitatu Metensi (960), Burnacha (1182), Borney, Bourney (1206) und Bourny (1513). Die Ortschaft hatte im 19. Jahrhundert Wein-, Obst und Gemüsebau, eine Ziegelei und Kalköfen.
Durch den Frieden von Frankfurt vom 10. Mai 1871 kam die Region mit Borny an Deutschland zurück und wurde dem Landkreis Metz, Bezirk Lothringen, im Reichsland Elsaß-Lothringen zugeordnet. Am Anfang des 20. Jahrhunderts hatte das Dorf eine katholische Pfarrkirche, ein Nonnenkloster der Schwestern von St. Vinzenz, eine Drahtseilfabrik, Kalkbrennerei und ein Sägewerk. Während der Schlacht bei Colombey am 14. August 1870 im vorausgegangenen Deutsch-Französischen Krieg fanden auf der Gemarkung von Borny die heftigsten Kampfhandlungen statt. Die Franzosen pflegen diese Schlacht deshalb auch nach Borny zu benennen.
Nach dem Ersten Weltkrieg musste die Region aufgrund der Bestimmungen des Versailler Vertrags 1919 an Frankreich abgetreten werden. Während des Zweiten Weltkriegs besetzte die deutsche Wehrmacht die Region. Ende 1944 wurde Borny von westalliierten Streitkräften eingenommen.
Am 9. Dezember 1961 wurde die Ortschaft Borny in die Stadt Metz eingemeindet.

### Demographie
| Jahr | Einwohner | Anmerkungen |
| ---- | --------- | --- |
| 1793 | 0211      | [ 6 ] |
| 1821 | 0499      | [ 6 ] |
| 1841 | 0713      | [ 6 ] |
| 1861 | 0768      | [ 7 ] [ 6 ] |
| 1871 | 1074      | auf einer Fläche von 1139 ha, in 157 Häusern mit 197 Familien, darunter neun Mennoniten und sechs Evangelische; nach anderen Angaben 1050 Einwohner                         |
| 1880 | 0779      | auf einer Fläche von 1192 ha mit 155 Häusern, davon 777 Katholiken und zwei Evangelische                                                                                    |
| 1885 | 1402      | [ 11 ] [ 12 ] |
| 1890 | 1511      | mit dem Militär (636 Mann), in 154 Häusern mit 187 Haushaltungen, davon 1135 Katholiken, 372 Protestanten, eine Person eines sonstigen christlichen Glaubens und drei Juden |
| 1905 | 1978      | [ 12 ] |
| 1910 | 2798      | mit der Garnison (ein Dragonerregiment Nr. 13) |

| Jahr      | 1921 | 1926 | 1931 | 1936 | 1946 | 1954 |
| Einwohner | 1835 | 2064 | 2232 | 2399 | 1373 | 1998 |